# Jena Malone

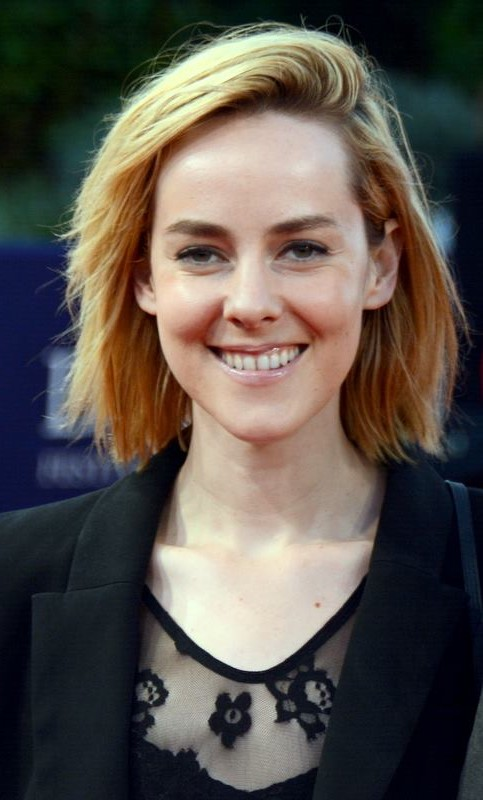
Jena Malone (2013)

Jena Laine Malone (* 21. November 1984 in Sparks, Nevada) ist eine US-amerikanische Schauspielerin, Filmproduzentin und Musikerin.

## Leben und Karriere
Malone wuchs mit ihrer alleinerziehenden Mutter an 27 Orten in der Nähe von Lake Tahoe und Las Vegas auf, zeitweise wohnte sie auch im Wohnwagen oder dem Familienauto. Mit zehn Jahren wollte Malone Schauspielerin werden. Sie zog mit ihrer Familie nach Los Angeles, um eine Schauspielkarriere zu beginnen. Nach wenigen Monaten erhielt sie sowohl eine Rolle in Michael Jacksons Musikvideo zu Childhood als auch einen Gastauftritt in einer Episode von Chicago Hope.
Ihr Kinodebüt gab Malone 1996 im Alter von zwölf Jahren als Missbrauchsopfer im Drama Schutzlos – Schatten über Carolina unter der Regie von Anjelica Huston. Im Jahr darauf stellte sie in der Hauptrolle der Fernsehproduktion Ellen Foster das Schicksal eines Waisenmädchens dar. Sie bevorzugte des Weiteren vor allem dramatische Rollen und mied seichte Komödien. Einem größeren Publikum wurde sie an der Seite von Jake Gyllenhaal im Film Donnie Darko bekannt.
Durch ihre Vorliebe für anspruchsvollere Rollen bewegte sich Malone bevorzugt in der Independent-Szene. In American Girl fungierte sie neben ihrer Hauptrolle erstmals als Koproduzentin. In den darauffolgenden Jahren arbeitete sie mit Schauspielern wie Kevin Costner, Jodie Foster, Vince Vaughn, Ben Foster, Woody Harrelson oder Keira Knightley zusammen.
2013 übernahm sie die Rolle der Johanna Mason in dem Science-Fiction-Film Die Tribute von Panem – Catching Fire. Diese Rolle übernahm sie erneut in den Fortsetzungen Die Tribute von Panem – Mockingjay Teil 1 (2014) und Die Tribute von Panem – Mockingjay Teil 2 (2015).
Im Mai 2016 wurde sie Mutter eines Sohnes.
2018 wurde sie in die Academy of Motion Picture Arts and Sciences berufen, die jährlich die Oscars vergibt.

## Filmografie (Auswahl)
- 1996: Schutzlos – Schatten über Carolina (Bastard Out of Carolina)
- 1996: Chicago Hope – Endstation Hoffnung (Chicago Hope, Fernsehserie, Gastauftritt)
- 1996: Zwischen den Welten (Hidden in America, Fernsehfilm)
- 1997: Contact
- 1997: Hope (Fernsehfilm)
- 1997: Ellen Foster (Fernsehfilm)
- 1998: Homicide (Homicide: Life on the Street, Fernsehserie, 2 Folgen)
- 1998: Seite an Seite (Stepmom)
- 1999: Aus Liebe zum Spiel (For Love of the Game)
- 1999: The Book of Stars
- 1999: Ein Hauch von Himmel (Touched By An Angel, Fernsehserie)
- 2000: Cheaters (Fernsehfilm)
- 2001: Donnie Darko
- 2001: Ballade von Lucy Whipple (The Ballad of Lucy Whipple, Fernsehfilm)
- 2001: Das Haus am Meer (Life as a House)
- 2002: American Girl (American Girl oder Confessions of an American Girl)
- 2002: Behind the Badge – Mord im Kleinstadtidyll (The Badge)
- 2002: Lost Heaven (The Dangerous Lives of Altar Boys)
- 2003: State of Mind (The United States of Leland)
- 2003: Hitler – Aufstieg des Bösen (Hitler: The Rise of Evil, Fernsehfilm)
- 2003: Unterwegs nach Cold Mountain (Cold Mountain)
- 2004: Saved! – Die Highschool-Missionarinnen (Saved!)
- 2004: Corn
- 2005: The Ballad of Jack and Rose
- 2005: Stolz und Vorurteil (Pride & Prejudice)
- 2006: Lying
- 2006: Ein Song zum Verlieben (Four Last Songs)
- 2007: The Go-Getter
- 2007: Into the Wild
- 2008: Ruinen (The Ruins)
- 2009: Der Solist (The Soloist)
- 2009: The Messenger – Die letzte Nachricht (The Messenger)
- 2010: Five Star Day
- 2010: Rachel
- 2011: The Wait
- 2011: Sucker Punch
- 2012: For Ellen
- 2012: Hatfields & McCoys (Miniserie, 3 Folgen)
- 2013: Die Tribute von Panem – Catching Fire (The Hunger Games: Catching Fire)
- 2014: Inherent Vice – Natürliche Mängel (Inherent Vice)
- 2014: Die Tribute von Panem – Mockingjay Teil 1 (The Hunger Games: Mockingjay – Part 1)
- 2014: Time Out of Mind
- 2015: Die Tribute von Panem – Mockingjay Teil 2 (The Hunger Games: Mockingjay – Part 2)
- 2015: Angelica
- 2016: Lovesong
- 2016: Batman v Superman: Dawn of Justice (Ultimate Edition)
- 2016: The Neon Demon
- 2016: Nocturnal Animals
- 2017: Bottom of the World
- 2018: Ein ganz gewöhnlicher Held (The Public)
- 2019: Too Old to Die Young (Fernsehserie, 6 Episoden)
- 2020: Stardust
- 2020: Lorelei
- 2020: Antebellum
- 2021: Goliath (Fernsehserie, 8 Folgen)
- 2021: Porcupine
- 2022: Swallowed
- 2023: Consecration
- 2023: Rebel Moon – Teil 1: Kind des Feuers (Rebel Moon – Part One: A Child of Fire)
- 2024: Love Lies Bleeding
- 2024: Little Death
- 2024: Horizon – Eine amerikanische Saga – Kapitel 1 (Horizon: An American Saga – Chapter 1)

## Auszeichnungen

### Gewonnene Auszeichnungen
Young Artist Awards
- 1996: Beste Darbietung einer jungen Schauspielerin für Schutzlos – Schatten über Carolina
- 1998: Beste Schauspielerin für Ellen Foster
- 1999: Beste Nebendarstellerin für Seite an Seite

Saturn Awards
- 1998: Beste Schauspielerin für Contact

DVD Exclusive Awards
- 2001: Beste Nebendarstellerin für The Book of Stars

### Nominierungen
CableACE Awards
- 1996: Beste Schauspielerin für Schutzlos – Schatten über Carolina

Independent Spirit Awards
- 1996: Bestes Debüt für Schutzlos – Schatten über Carolina

Satellite Awards
- 1996: Beste Schauspielerin für Schutzlos – Schatten über Carolina
- 2005: Beste Schauspielerin für Saved! – Die Highschool-Missionarinnen

Screen Actors Guild Awards
- 1996: Beste Schauspielerin für Schutzlos – Schatten über Carolina
- 2008: Bestes Cast für Into the Wild

Young Artist Awards
- 2000: Beste Nebendarstellerin für Aus Liebe zum Spiel

Golden Globe Awards
- 1998: Beste Schauspielerin bei den für Hope

Blockbuster Entertainment Awards
- 1999: Beste Nebendarstellerin für Seite an Seite
- 2000: Beste Nebendarstellerin für Aus Liebe zum Spiel